# クリスチャン・ハンセン (企業)
クリスチャン・ハンセン（デンマーク語: Chr. Hansen Holding A/S）は、デンマーク首都地域のヘルスホルム（Hørsholm）に本拠を置き、世界30カ国以上に拠点を持つバイオテクノロジー企業。乳酸菌やビフィズス菌など、食品添加物に使用される培養・プロバイオティクスの分野に強みを持つ。

## 沿革
1874年、大学で化学を専攻していたChristian Ditlev Ammentorp Hansenによりコペンハーゲンに設立された研究所「Chr. Hansen’s Teknisk-Kemiske Laboratorium」を起源とする。チーズの生産に用いられるレンネットの提供により、研究所は設立後わずか数年でヨーロッパ各国で有名となり、1878年にはアメリカ合衆国・ニューヨーク州に研究所が設けられ、デザート菓子「ジャンケット」の生産で成功をおさめた、1916年に創設者のChristian Ditlev Ammentorp Hansenが死去すると、研究所は故人の遺志で合同会社となり、第一次世界大戦や世界恐慌は経営に打撃となったが、1934年にジャンケットの新製品を発表し再び軌道に乗り、第二次世界大戦中にカナダに拠点が拡大した。
創立100周年を迎えた頃から、それまでのチーズ用レンネット中心から、多様な食分野に関わるバイオテクノロジー企業へと変貌、1978年にアメリカ・ウィスコンシン州・ミルウォーキーにプロバイオティクス研究拠点を設立、1979年に株式上場企業となり、同年細菌培養研究拠点を設立、また天然色素の研究をスタート、1984年に開発したビフィズス菌Bb-12は、日本のメーカーを含むヨーグルトの生産に世界的なインパクトをもたらし、その後も1989年に飼料用の微生物製剤BioPlus 2Bやペットフード用NU-TRISH、1996年にレンネット粉末のカイマックスなど新開発が続いた。
2000年代に入り、従来のデンマークやアメリカ合衆国に加え、中国やインドなどアジア地域に拠点が拡大、2005年にフランスの投資ファンドPAI partnersがクリスチャン・ハンセンを買収するが、2010年に株式を再上場、2012年にノボノルディスクやノボザイムズの持株会社であるNovo A/Sが、株式の4分の1を取得し大株主となった。2020年6月、アメリカ・ウィスコンシン州に本拠を置く同業のUASラボラトリーズの買収を発表、9月、着色料事業のスウェーデンの投資会社EQTへの売却を発表した。2024年1月、ノボザイムズと経営統合を実施し、新会社ノボネシス（Novonesis）の傘下となった。

## 日本におけるクリスチャン・ハンセン
日本法人「クリスチャン・ハンセン・ジャパン株式会社（Chr. Hansen Japan Co., Ltd.）」は、本社を東京都港区に置く。2020年、帝人と日本国内における健康食品用途および育児用調製粉乳用途へのプロバイオティクス原料の販売代理店契約を締結した。